# .260 Remington
.260 Remington (також відомий як 6,5-08 A-Square) набій який представила компанія Remington в 1997 році. Багато кустарних набоїв створених на базі гільзи .308 Winchester існували роками до того часу коли компанія Ремінгтон стандартизувала цей набій.
Оскільки кулі 6,5 мм (.264") мають відносно високий балістичний коефіцієнт, тому набій .260 Remington успішно використовували у спортивних гвинтівках в тому числі в стрільбі зі станку, силуетній стрільбі та стрільбі на великі відстані. Він може дублювати траєкторію набою .300 Winchester Magnum, при цьому відбій значно нижчий. При цьому переробка гвинтівки під набій .308 Winchester (або будь-якого похідного від нього набою, наприклад .243 Winchester, 7mm-08 Remington, .358 Winchester або .338 Federal) на гвинтівку під набій .260 Remington загалом потребує більше зусилля ніж просто заміна стволу.

## Історія
Компанія Ремінгтон має досвід впровадження успішних кустарних набоїв в серійне виробництво під маркою Remington пропонуючи для них гвинтівки. Серед таких набоїв є .22–250 Remington, .25-06 Remington та 7 мм-08 Remington. Набій .260 Remington розпочав своє існування, як кустарний набій під назвою 6.5-08 і врешті був випущений як комерційний набій Ремінгтон. Проте компанія Ремінгтон стала не першою хто хотів стандартизувати набій. Артур Альфін та його компанія A-Square LLC подали першу пропозицію та креслення в SAAMI для стандартизації набою. Компанія Ремінгтон подала схожі документи до SAAMI через кілька місяців. Після вирішення питання 6.5-08 отримав назву .260 Remington замість 6.5–08 A-Square.
Набій  6.5-08 створено шляхом обтискання дульця гільзи .308 Winchester. Ті хто виробляє кустарні набої можуть просто зробити гільзи .260 калібру шляхом обтискання дульця гільзи 7mm-08 Remington або шляхом розширення дульця гільзи набою .243 Winchester (обидва набої створено на базі гільзи .308). Оскільки схожі набої є дешевими, набій 6.5-08 часто був економічною альтернативою таких набоїв, як 6,5×55 мм. Те чим набій 6.5-08 перевищував набої .243 Winchester, .308 Winchester та в меншому ступені 7mm-08 Remington - це кулі з чудовими балістичними коефіцієнтами та щільністю перетину.
Оскільки 6.5-08 був кустарним набоєм, камори зброї були різними в залежності від розвертки яку використовували для переробки камори. Крім того в залежності від того гільзу якого набою, .24 Winchester або .308 Winchester, було використано, залежала товщина дульця, а також залежали параметри набою. Набій зроблений під одну гвинтівку може підійти, а може й ні, успішно або ні досягти небезпечних тисків в іншій.  Стандартизація набою вирішила ці проблеми.
.264 (6,5 мм) калібр був не дуже успішним в Північній Америці, але став одним з найпоширеніших в Європі, а особливо в скандинавських країнах. 6,5×54 мм Mannlicher–Schönauer, 6,5×55 мм, 6,5×57 Mauser та 6.5-284 Norma мають відданих послідовників у Європі. Північно- американські набої починаючи з .264 Winchester Magnum, а пізніше 6,5 мм Remington Magnum були в основному невдалі. Здається набій .260 Remington слідував цій тенденції, компанія Ремінгтон випустила лише  Модель Seven Synthetic під набій .260 Remington в 2011 році, оскільки гвинтівки Модель 700 CDL та Модель Seven під цей набій були зняті з виробництва (в тому числі молодіжні моделі). Проте, компанія Ремінгтон продолжила виробництво набоїв .260 Remington з кількома різними зарядами. Перемога сержаната Шеррі Галлахера в 2010 році на NRA High Power National Championship призвела до відродження зацікавленості до набою, а компанія Lapua на виставці 2011 SHOT анонсувала виробництво гільз для набою .260 Remington.

## Конструкція та параметри
В набої .260 Remington використано гільзу від набою .308 Winchester в якій шляхом звуження дульця стало можно використовувати кулю калібру .264, при цьому інші параметри гільзи не змінені. Оскільки набій виконано в сучасному стилі, гільза має невелику конусність, що дозволило використовувати похідний набій в самозарядній зброї, такій як M14, FN FAL та H&K G3. Набій .260 Remington має гільзу з об'ємом приблизно 3,47 мл (53,5 гран) H2O.
SAAMI та C.I.P. надали конструктивні специфікації на набій .260 Remington. Хоча між розмірами, наданими обома організаціями, існують незначні розмірні відмінності, ці розмірні відмінності здебільшого відповідають допускам іншої організації, хоча C.I.P. зазначає набій .260, як проблемний набій Delta L. Розміри набою SAAMI для набою були опубліковані 29 січня 1999 року, коли було прийнято заявку компанії Ремінгтон.

### Специфікація SAAMI
Схема набою .260 Remington за SAAMI. Всі параметри в дюймах [міліметрах].
SAAMI рекомендує ствол з 6 канавками та кроком нарізів один оберт на кожні 229 мм з довжиною кожної канавки 2,41 мм. Рекомендований діаметр стволу 6,5 мм, а діаметр канавки 6,71 мм. SAAMI рекомендує починати нарізку на відстані 5,61 мм від гирла камори. SAAMI також рекомендує тиск в 60 000 psi (413,69 МПа)

### Специфікація C.I.P.
Схема набою .260 Remington за C.I.P. Всі параметри в дюймах [міліметрах].
Американці визначають кут плеча, як alpha/2 = 20 градуси. Загальна швидкість закручування нарізів для цього набою складає 229 мм, 6 канавок, Ø поля = 6,50 мм (0,256 дюйм), Ø канавок = 6,71 мм (0,264 дюйм), ширина поля = 2,42 мм (0,095 дюйм), тип капсуля великий гвинтівковий.
За офіційними правилами C.I.P., гільза набою .260 Remington може витримати п'єзо тиск в 415 МПа (60 191 psi). У всіх країнах де поширено регулювання C.I.P. кожен гвинтівковий набій має пройти випробування в 125% від максимального тиску C.I.P. з метою сертифікації для продажу.

## Продуктивність

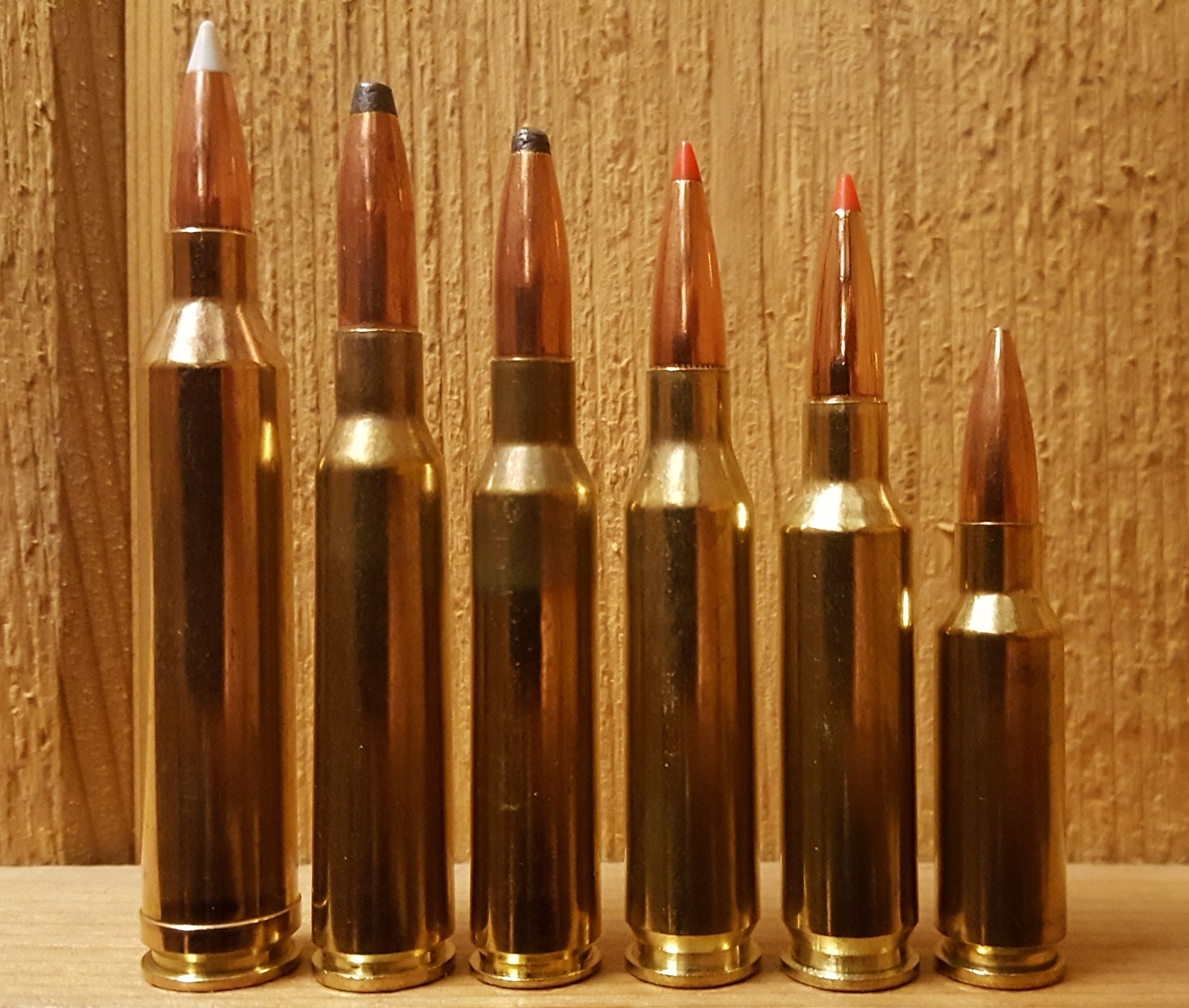
Порівняння розмірів деяких 6,5 мм набоїв, зліва направо: .264 Winchester Magnum, 6.5×55mm Swedish, 6.5×52mm Carcano, .260 Remington, 6.5mm Creedmoor, 6.5mm Grendel

Набій .260 Remington калібру .264 (6,5 мм) має певні переваги: кулі мають гарну щільність перетину (пробивну здатність) і гарний вибір ваги кулі. Заводські набої зазвичай заряджені кулями вагою від 7,8 г до 9,1 г. Кулі які доступні кустарним майстрам важать від 5,5 г до 10 г. Куля вагою 7,8 г має щільність перетину 0.246, що дуже подібно до 10,7 г кулі .308 калібру (7,62 мм). Куля вагою 9,1 г має щільність перетину 0.287 яки є подібним до кулі вагою 12 г .308 калібру (7,62 мм). куля вагою 10 г має щільність перетину 0.328, що подібно до кулі вагою 14 г .308 калібру (7,62 мм). Оскільки щільність перетину сильно впливає на пробивну властивість, набій .264 калібру (6,5 мм), який за північноамериканськими мірками є мінімальним, показує чудові результати в польових умовах. Волтер Д.М. Белл, який відомий тим що вбив тисячу слонів за своє життя, серед інших використовував гвинтівки калібрів .264 (6,5 мм) та .284 (7 мм).
.260 Remington, має менший об'єм гільзи ніж 6,5×55 мм, але має заряди більших рівнів тиску. Зовсім інша картина якщо порівняти набій .260 Remington з набоєм 6,5 мм Creedmoor. Вони майже ідентичні, але набій Creedmoor може досягти вищого тиску в каморі ніж .260 Remington, тому Creedmoor має більше місця для довшої кулі (більш аеродинамічно ефективної, з більшою щільністю перетину ніж у більшості коротких куль) при заданих довжині магазина або загальній довжині набою. Набій .260 Remington має лише схожу дулову швидкість, як і у набою 6.5 Creedmoor для заданої ваги кулі, незважаючи на більший об'єм гільзи набою .260 Remington і довшу гільзу. Проте, саме з цих причин (вищий тиск в каморі ніж у 6,5x55 Swede та коротшу гільзу), набій.260 Remington перевищує 6,5x55 Swede. Зазвичай, набій .260 Remington заряджають кулями вагою 7,8 г, яка має швидкість 880 м/с та 9,1 г, яка має швидкість 840 м/с. В порівнянні, шведське заряджання компанією Norma набою 6,5×55 мм має кулі вагою 7,8 г, як має швидкість 860 м/с та 9,1 г, яка має швидкість 820 м/с.
Набій .260 Remington можна зарядити кулею вагою 10 грамів, яка є популярною в Північній Європі завдяки відносно короткій загальній довжині набою, але оскільки кулю необхідно глибше вставляти в гільзу тому об'єм заряду зменшується. Тому, кулі вагою понад 9,1 грами не рекомендується заряджати в цей набій.

## Спортивне використання

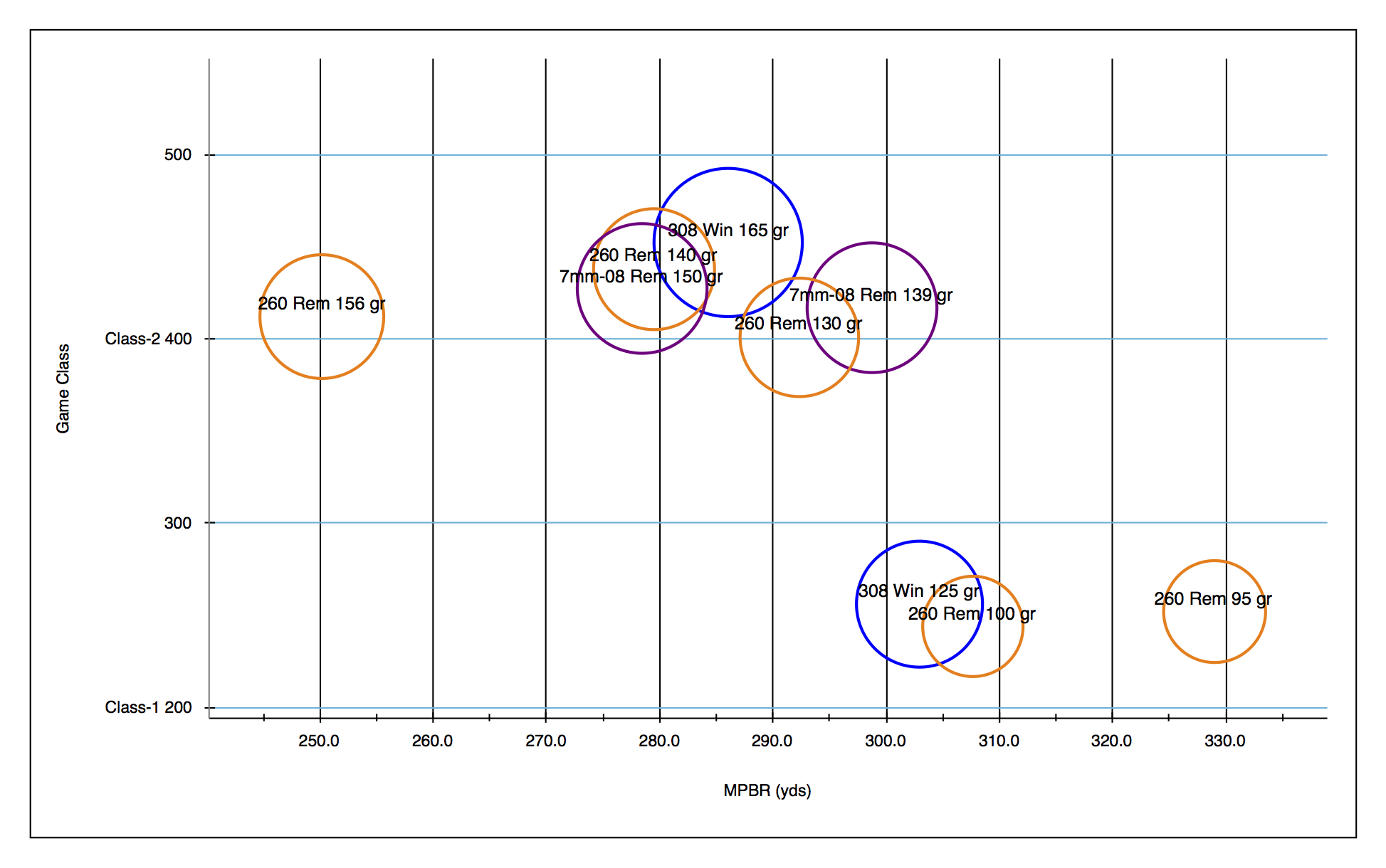
Game Class vs 6 inch Maximum Point Blank Range (розмір кільця є пропорційним до відбою).

Значною мірою завдяки своєму походженню, набій .260 Remington прижився в тактичних та цільових спортивних гвинтівках. Будь-яка гвинтівка під набій 7,62×51 мм НАТО або .308 Winchester можуть бути перероблені з лише встановленням потрібного стволу під калібр .260 Remington. Компанії такі як Lewis Machine & Tool (LMT) ArmaLite, LaRue, DPMS Panther Arms, McMillan Firearms (виробники Tubb 2000) та KMW є поточними виробниками тактичних гвинтівок під цей набій. Кулі 6,5 мм (.264 калібр) мають гарні балістичні коефіцієнти і використовуються для цільової стрільби, особливо в Скандинавських країнах. Tubb випускає гвинтівки для змагань, одна з яких виграла змагання NRA HP Championship в 2010 році.
Набій .260 Remington став популярним серед стрільців по металевим силуетам. Огляд обладнання NRA National Championship в 2014 році вказує, що набій .260 Remington є найпопулярнішим калібром як для потужних гвинтівок, так і для змагань з використанням потужним мисливським гвинтівок.
Набій .260 Remington ефективний для полювання на антилоп, овець, коз або карибу, а його характеристики аналогічні набоям 6,5 × 55 мм, які використовуються для полювання на лосів в Швеції і Фінляндії. Хоча деякі мисливці, особливо канадські професійні мисливці, які полюють на вапіті та лосей, вважають його дещо потужним для полювання на цих тварин і краще підходить для полювання на оленів, наприклад білохвостих та чорнохвостих. Набій 6,5×55 мм, який зазвичай заряджають меншим об'ємом пороху ніж набій .260 Remington, загалом використовують в Норвегії та Швеції використовують з кулями вагою 9 грамів для полювання на лося звичайного. Набій .260 Remington може стати відмінним набоє для полювання на дичину другого класу, наприклад, африканську антилопу вагою 200 кг або менше.

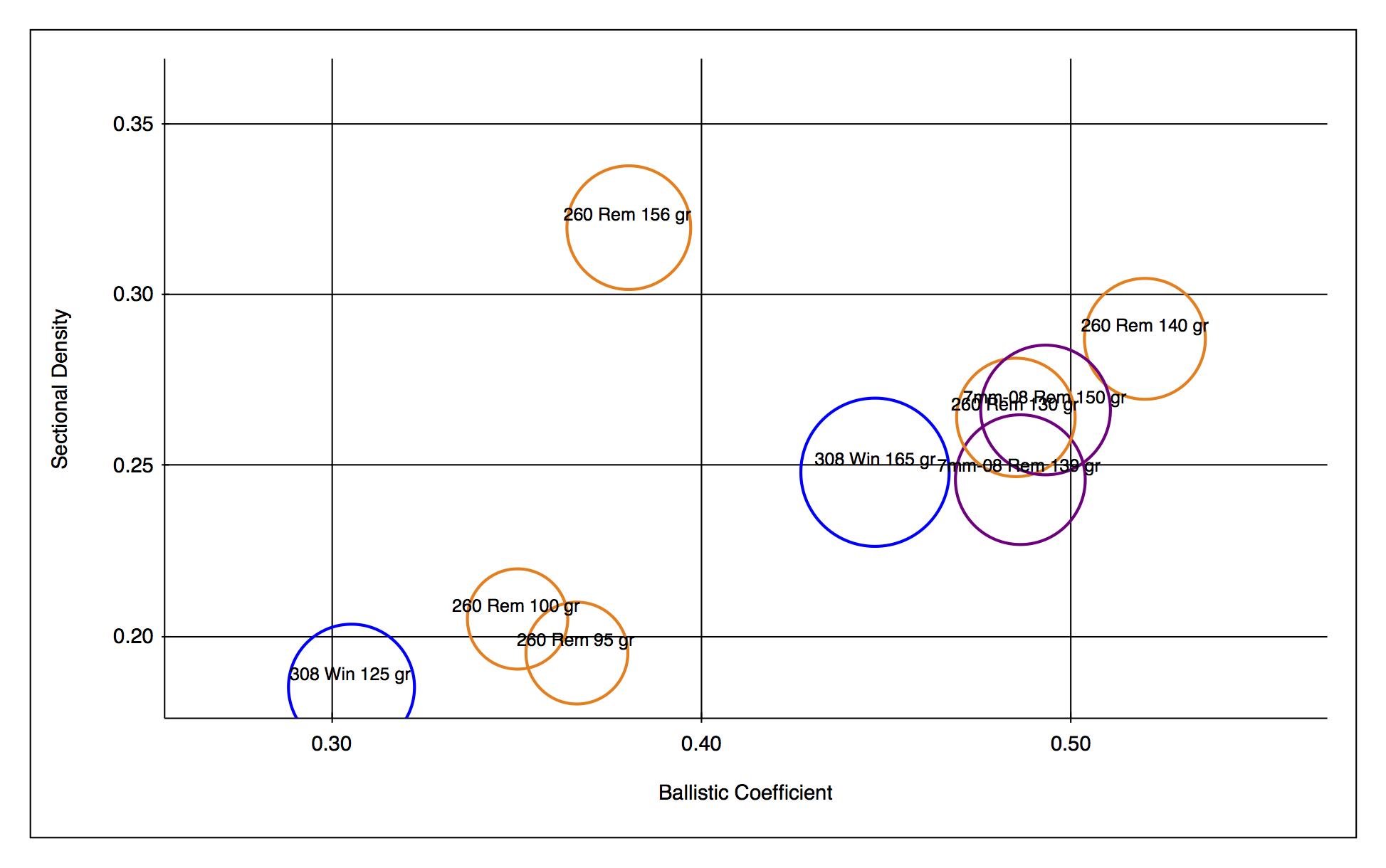
Щільність перетину проти балістичного коефіцієнту.

З легкими кулями, набій .260 Remington можна ефективно використовувати для полювання на невелику дичину або малих хижаків таких як бабаки, рисі та койоти. Кулі для полювання на такі види повинні швидку розкриватися, якщо на меті немає збереження шкури. Для збереження хутра треба використовувати суцільнометалеві оболонкові або інші кулі, що не розширюються.
Набій .260 Remington, заряджений кулями з дуже низьким опором, такі як 138 гр (8,9 г) Lapua, 140 гр (9,1 г) Berger або 142 гр (9,2 г) Sierra, на відстані 1 000 ярд (910 м) може мати продуктивність, як у кулі 190 гр (12 г) Sierra в набої .300 Winchester Magnum, з кращим супротивом по вітру та зменшеним в половину відбоєм. З кулею вагою 120 гр (7,8 г) з човниковим хвостом, на відстані 400 ярд (370 м) енергію кулі можна порівняти з кулею вагою 180 гр (12 г) в набої .308 Winchester, але при цьому відбій становив лише три-чверті.ref name=SundraP143/>

## Гвинтівки та боєприпаси
Після появи набою .260 Remington, компанія Ремінгтон випустила дві гвинтівки Модель 700 (BDL та CDL) та Модель Seven (CDL та Youth) під цей набій. Компанія також запропонувала набій для правоохоронців в гвинтівці Модель 700. Хоча компанія Ремінгтон припинила випуск цих гвинтівок під набій .260 Remington, в Remington Custom Shop все ще випускає гвинтівки під цей набій.
Деякий час компанія Браунінг використовувала набій в своїй копії гвинтівки Winchester 1885 Low Wall, яку компанія продає під назвою B78 та також у власній гвинтівці A-Bolt Micro Hunter. Зараз компанія Браунінг припинила використовувати набій .260 Remington в цих моделях.
Компанія Savage Arms продовжує випускати кілька гвинтівок під набій .260 Remington. Зараз вони пропонують гвинтівки Hunter Series 11 FCNS, Weather Warrior Series 16 FCSS та Target Series Model 12Long Range Precision. Крім того компанія Savage використовує набій в більш спеціалізованих гвинтівках, таких як Model 10 Predator Hunter Max 1, Model 11 Lightweight Hunter та Model 11 Long Range Hunter.
Компанія Lewis Machine & Tool пропонує стволи калібру 260 Remington для гвинтівок серії MWS, що дозволяє стрільцю швидко замінити ствол в кількох різних калібрах.
Компанія Tikka пропонує кілька варіантів своєї серії гвинтівок T3 під набій .260 Remington.
Спортивні та снайперські гвинтівки SAKO TRG 22 також доступні під набої .260 Remington.
Компанія LaRue випустила свою PredatOBR (гвинтівка типу AR-10) під набій .260.
| Боєприпас | Куля                          | Дулова швидкість      | Дулова енергія             | MPBR/Zero                       | Статус                          |
| COR-BON DPX260120-20 | 120 гр (7,8 г) DPX Hunter     | 2 900 фут/с (880 м/с) | 2 241 фут⋅фунтс (3 038 Дж) | 281 ярд (257 м)/239 ярд (219 м) | Знято з виробництва в 2010 році |
| COR-BON DPX260120T-20 | 120 гр (7,8 г) DPX Hunter Tip | 2 900 фут/с (880 м/с) | 2 241 фут⋅фунтс (3 038 Дж) | 285 ярд (261 м)/242 ярд (221 м) | Виробництво триває              |
| Federal P260A | 140 гр (9,1 г) GameKing       | 2 700 фут/с (820 м/с) | 2 266 фут⋅фунтс (3 072 Дж) | 270 ярд (250 м)/229 ярд (209 м) | Виробництво триває              |
| Federal P260B | 120 гр (7,8 г) Nosler BT      | 2 950 фут/с (900 м/с) | 2 319 фут⋅фунтс (3 144 Дж) | 291 ярд (266 м)/247 ярд (226 м) | Виробництво триває              |
| Federal P260C | 120 гр (7,8 г) Barnes TSX     | 2 930 фут/с (890 м/с) | 2 287 фут⋅фунтс (3 101 Дж) | 283 ярд (259 м)/247 ярд (226 м) | Виробництво триває              |
| Remington PRA260RA | 120 гр (7,8 г) Accu-Tip       | 2 890 фут/с (880 м/с) | 2 225 фут⋅фунтс (3 017 Дж) | 287 ярд (262 м)/243 ярд (222 м) | Виробництво триває              |
| Remington R260R1 | 140 гр (9,1 г) Express        | 2 750 фут/с (840 м/с) | 2 351 фут⋅фунтс (3 188 Дж) | 271 ярд (248 м)/230 ярд (210 м) | Виробництво триває              |
| Remington PRC260RB | 140 гр (9,1 г) Core-Lokt      | 2 750 фут/с (840 м/с) | 2 351 фут⋅фунтс (3 188 Дж) | 273 ярд (250 м)/231 ярд (211 м) | Виробництво триває              |
| Remington RL2601 | 140 гр (9,1 г) Managed Recoil | 2 360 фут/с (720 м/с) | 1 731 фут⋅фунтс (2 347 Дж) | 236 ярд (216 м)/200 ярд (180 м) | Виробництво триває              |
| Значення надані відповідним виробником. Скориговано для висоти 300 м при температурі 15°C. Значення MPBR / Zero надані Big Game Info. |                               |                       |                            |                                 |                                 |

## Дискусія
Набій, який зараз є популярним набоєм .260 Remington, було представлено для стандартизації SAAMI компанією A-Square Company в 1996 році, за кілька місяців до того як компанія Ремінгтон анонсувала про плани представити набій під власною назвою. Набій компанії A-Square мав назву 6.5-08 A-Square. Деякі користувачі продовжують використовувати саме таку назву.
Після подачі заявки від компанії Remington Arms на стандартизацію набою 6.5-08 до SAAMI, компанія A-Square вилучила набій зі своєї виробничої лінійки набоїв для своїх гвинтівок і більше не займалися випуском цих боєприпасів. Замість цього компанія A-Square LLC почала випуск гвинтівок та боєприпасів 6.5-06 A-Square на базі набою .30-06 Springfield шляхом обтискання дульця гільзи до .264 калібру (6,5 мм). Цей набій має швидкість на 61 м/с більшу за набій .260 Remington.